# Кручану (Галац)
Кручану (рум. Cruceanu) насеље је у Румунији у округу Галац у општини Радешти. Oпштина се налази на надморској висини од 260 m.

## Становништво
Према подацима из 2002. године у насељу је живело 313 становника, од којих су сви румунске националности.